# Краль, Петар

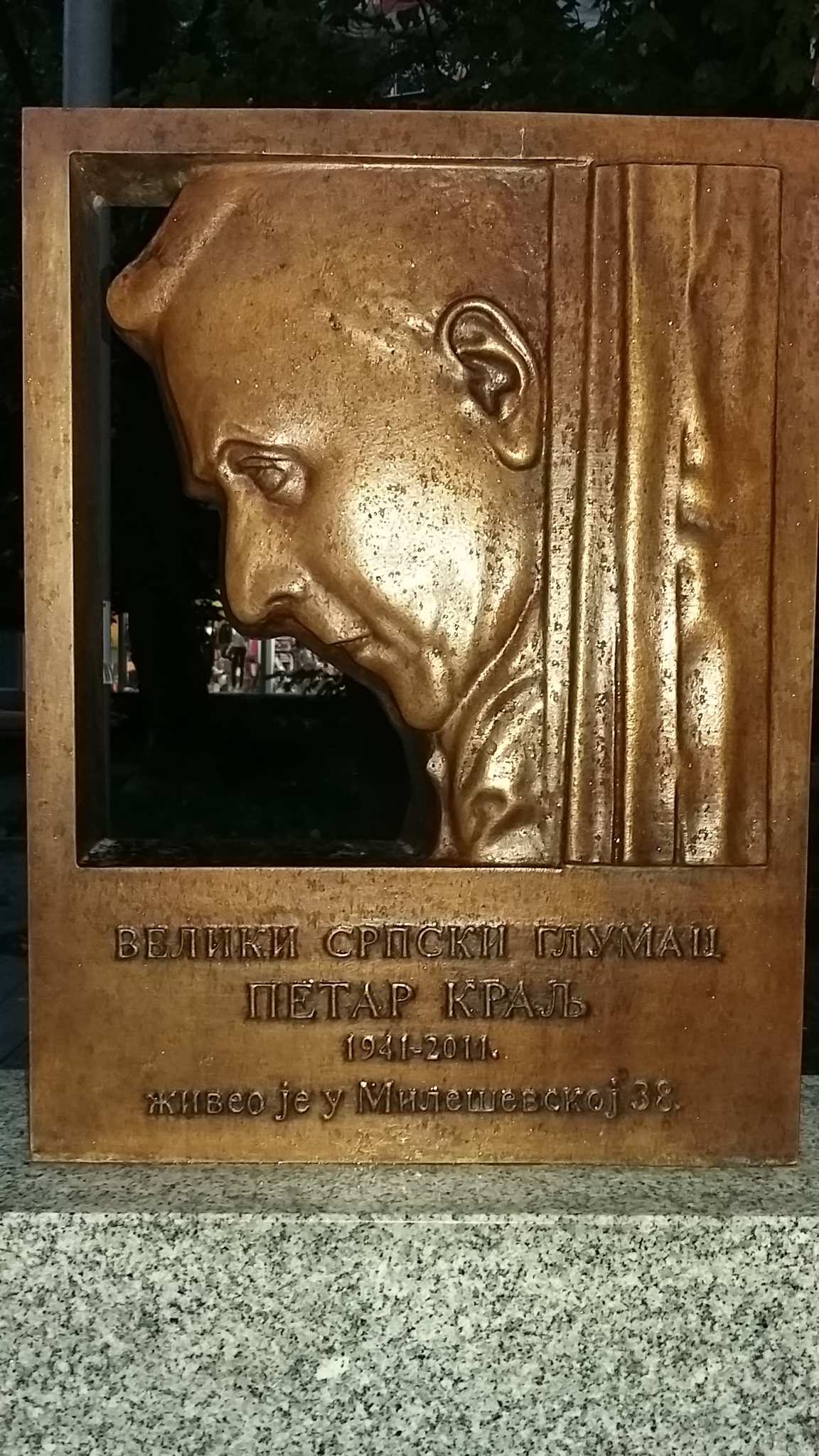
Памятник Петару Кралю

Петар «Пера» Краль (серб. Петар Краљ; 4 апреля 1941, Загреб, Хорватия — 10 ноября 2011, Белград) — югославский и сербский актёр театра, кино и телевидения.

## Биография

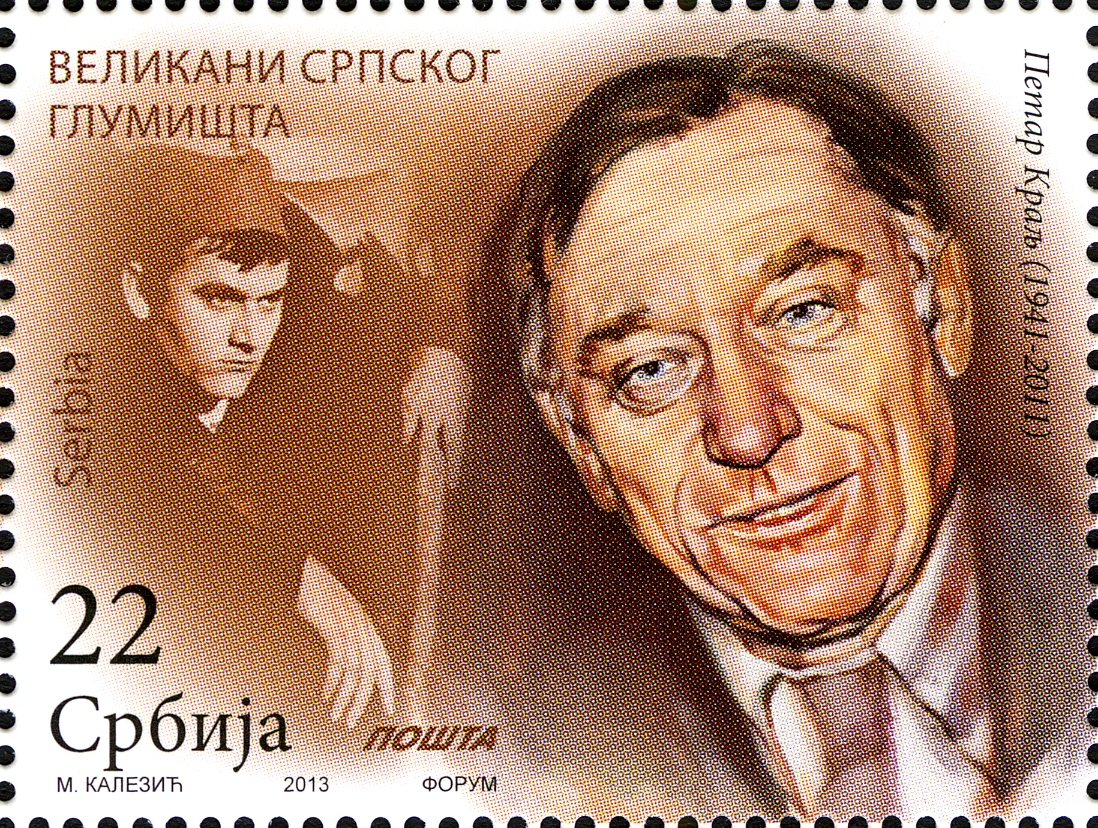
Петар «Пера» Краль на почтовой марке Сербии. Серия «Великие сербские актёры». 2013

Родился в Загребе в сербской семье из Бановины. Изучал актёрское мастерство в Университете искусств в Белграде.
Дебютировал на сцене театра «Ателье 212» (1969—1978). Выступал в Национальном театре Белграда. Появлялся на сценах около 3000 раз, снялся в более чем 200 кино-, телефильмах и сериалах.
Был очень популярен, считался одним из самых узнаваемых сербских актёров. В декабре 2000 года занял восьмое место в списке «Лучшие сербские актёры и актрисы XX века» сербской газеты «Вечерние новости».
В 2005 году сыграл главную роль в первом сербском научно-фантастическом телесериале «Коллекционер».
Похоронен на Аллее почётных граждан Нового кладбища Белграда.

## Избранная фильмография
- 2008 — Королевство Сербия
- 2006—2012 — Белая лодка (Сериал)
- 2004 — Когда я вырасту, я стану кенгуру
- 1997 — Три летних дня
- 1997 — Некоторые птицы никогда не долетят
- 1995 — Андерграунд — эпизод
- 1992 — Вы спешите в скупщину —  Йован Мирич
- 1991—1995 — Театр в Сербии
- 1989 — Последний круг в Монце
- 1989 — Битва на Косовом поле — Воиша
- 1987 — Осенний праздник
- 1984 — Уна — заместитель декана
- 1983—1987 — Вук Караджич (Сериал)
- 1983 — Алло, такси
- 1983 — Как я был систематически уничтожен идиотом
- 1981 — Какая-то другая женщина
- 1980—1981 — Светозар Маркович — Владимир Йованович
- 1980 — Специальное лечение — Марко
- 1980 — Плот медузы
- 1979 — Господин Димкович — Любомир Димкович
- 1977 — Домашняя терапия — Боян Маркович
- 1976 — Грешное дитя
- 1971 — Дипломники Радослав — Раде Петкович
- 1971 — Больница (Сериал)
- 1967 — Кафе на углу — Альбер Лорифлан, официант
- 1966 — Подопечный
- 1966 — Опечаленная родня
- 1962 — Саша —  королевский офицер

Лауреат нескольких театральных премий.

## Память
- В память о актёре в Белграде перед его домом был установлен памятник.
- В 2013 году почта Сербии выпустила почтовую марку с его изображением.